# Guido Bontempi
Pour les articles homonymes, voir Bontempi.
Guido Bontempi est un ancien coureur cycliste italien, né le 12 janvier 1960 à Gussago, dans la province de Brescia, en Lombardie.

## Biographie
Guido Bontempi devient professionnel en 1981 et le reste jusqu'en 1995. Il a été un coureur spécialiste de la piste au début de sa carrière. En 1986, il réalise sa meilleure année et remporte le Giglio d'Oro, qui récompense le meilleur cycliste italien de l'année.
Coureur complet, il remporte au cours de sa carrière 16 étapes du Tour d'Italie, 5 étapes du Tour de France et 4 étapes du Tour d'Espagne.
En 1992, il participe et termine les trois grands tours, comme l'Australien Neil Stephens. Seuls 20 coureurs ont réussi cet exploit avant eux.

## Palmarès sur route

### Palmarès amateur
- 1977
  - Gran Premio San Gottardo
- 1978
  - 1re étape du Dusika Jugend Tour
- 1979
  -  Champion d'Italie militaires sur route
  - Trofeo Banca Popolare Piva
  - Trofeo Papà Cervi
  - Giro del Valdarno
  - Gran Premio Somma
- 1980
  - Coppa Città di Melzo
  - Giro delle Tre Provincie
  - Trofeo Banca Popolare Piva
  - Trofeo Papà Cervi
  - Piccola Tre Valli Varesine
  - 1re étape de la Settimana Internazionale della Brianza

### Palmarès professionnel
- 1981
  - 1re étape de la Ruota d'Oro
  - 1re et 3e étapes du Tour d'Espagne
  - 1rea étape du Tour d'Italie
- 1982
  - 1re étape du Tour des Pouilles
  - 14e étape du Tour d'Italie
  - Tour du Frioul
- 1983
  - 1re étape du Tour de Sardaigne
  - 1re étape de Tirreno-Adriatico
  - 1re et 5ea étapes du Tour du Pays basque
  - 1re étape du Tour des Pouilles
  - 2e et 8e étapes du Tour d'Italie
  - 1re étape de la Ruota d'Oro
  - Tour du Piémont
  - 2e de Milan-San Remo
- 1984
  - Prologue de Tirreno-Adriatico
  - Gand-Wevelgem
  - 3e étape du Tour des Pouilles
  - 21e étape du Tour d'Italie
  - 1re étape de la Ruota d'Oro
  - 2e de Milan-Turin
- 1985
  - 2e étape du Tour du Trentin
  - 5e étape du Tour du Danemark
  - 2e et 4e étapes de la Ruota d'Oro
- 1986
  - Tour de la province de Reggio de Calabre
  - Gand-Wevelgem
  - Tour d'Italie :
    -  Classement par points
    - 7e, 10e, 11e, 17e et 20e étapes

  - 6e, 22e et 23e étapes du Tour de France
  - Coppa Placci
  - Trois vallées varésines
  - Paris-Bruxelles
- 1987
  - Tour des Pouilles :
    - Classement général
    - 1re et 2e étapes

  - 3e (contre-la-montre par équipes) et 12e étapes du Tour d'Italie
  - 2e étape du Tour de France (contre-la-montre par équipes)
  - Coppa Bernocchi
  - Tour du Frioul
  - 1re étape de la Semaine cycliste internationale
  - 3e de Milan-San Remo
- 1988
  - 1re et 5e étapes de la Semaine cycliste internationale
  - Grand Prix E3
  - 2e et 5e étapes du Tour d'Italie
  - Préface du Tour de France (contre-la-montre, épreuve non-officielle)
  - Tour du Frioul
  - Coppa Bernocchi
  - 2e des Trois vallées varésines
- 1989
  - 9e de Paris-Tours
- 1990
  - 1rea et 2e étapes du Tour de la Communauté valencienne
  - 1reb étape de la Semaine catalane
  - Tour des Pouilles :
    - Classement général
    - 1re étape

  - 19e étape du Tour de France
- 1991
  - 10e et 15e étapes du Tour d'Espagne
  - 2e étape du Tour de Luxembourg
  - Trois vallées varésines
- 1992
  - 6e et 8e étapes du Tour d'Italie
  - 5e étape du Tour de France
  - 4e du Grand Prix de Zurich 
  - 8e de l'Amstel Gold Race
- 1993
  - 3e étape du Tour de la Communauté valencienne
  - 1re étape du Tour du Trentin
  - 6e étape du Tour d'Italie
- 1994
  - 7e du Tour des Flandres
- 1995
  - 3e étape du Tour de France (contre-la-montre par équipes)

### Résultats sur les grands tours

#### Tour de France
11 participations
- 1982 : abandon (17e étape)
- 1985 : 112e
- 1986 : 92e, vainqueur des 6e, 22e et 23e étapes
- 1987 : 119e, vainqueur de la 2e étape (contre-la-montre par équipes)
- 1988 : 106e, vainqueur du prologue, qui lui permet de porter le  maillot jaune durant la 1re étape
- 1989 : abandon (10e étape)
- 1990 : 122e, vainqueur de la 19e étape
- 1991 : 96e
- 1992 : 75e, vainqueur de la 5e étape
- 1994 : 90e
- 1995 : 89e, vainqueur de la 3e étape (contre-la-montre par équipes)

#### Tour d'Italie
12 participations
- 1981 : abandon (non-partant 12e étape), vainqueur de la 1rea étape,  maillot rose durant une demi-étape
- 1982 : abandon, vainqueur de la 14ea étape
- 1983 : abandon (10e étape), vainqueur des 2e et 8e étapes
- 1984 : 93e, vainqueur de la 21e étape
- 1985 : 107e
- 1986 : 99e, vainqueur du  classement par points, du classement du combiné et des 7e, 10e, 11e, 17e et 20e étapes
- 1987 : 108e, vainqueur des 3e (contre-la-montre par équipes) et 12e étapes
- 1988 : 91e, vainqueur des 2e et 5e étapes
- 1990 : 118e
- 1992 : 40e, vainqueur des 6e et 8e étapes
- 1993 : 60e, vainqueur de la 6e étape
- 1994 : 69e

#### Tour d'Espagne
3 participations
- 1981 : abandon (14e étape), vainqueur des 1re et 3e étapes
- 1991 : 47e, vainqueur des 10e et 15e étapes
- 1992 : 62e

## Palmarès sur piste
- 1978
  -  Champion d'Italie du kilomètre juniors
  -  Champion d'Italie de poursuite juniors
- 1980
  - 4e du kilomètre aux Jeux olympiques de Moscou
  - 4e de la poursuite par équipes aux Jeux olympiques de Moscou (avec Pierangelo Bincoletto, Ivano Maffei et Silvestro Milani)
- 1981
  -  Champion d'Italie du keirin
  -  2e du championnat du monde de keirin
- 1983
  -  Champion d'Italie de la course aux points
  -  2e du championnat du monde de course aux points
- 1984
  - 2e des Six jours de Milan (avec Dietrich Thurau)
- 1986
  - 3e des Six jours de Paris (avec Francesco Moser)
  - 3e des Six jours de Grenoble (avec Pierangelo Bincoletto)
- 1990
  - 2e des Six jours d'Anvers (avec Pierangelo Bincoletto)
  - 3e des Six jours de Stuttgart (avec Pierangelo Bincoletto)
- 1993
  - 3e des Six jours d'Anvers (avec Pierangelo Bincoletto)

## Distinctions
- Giglio d'Oro (coureur italien de l'année) : 1986